# Pyinbya
Pyinbya (Birmanisch: ပျဉ်ပြား, gesprochen pjɪ̀ɴbjá; * um 826 oder um 801; † 906 oder 878 in Bagan) war der Gründer der Stadt Bagan und des nach dieser benannten Königshauses in Birma.

## Lebensdaten
Birmanische Chroniken berichten, dass Pyinbya zwischen 846 und 878 regierte; sie sind jedoch – wie die meisten südostasiatischen Chroniken aus jener Zeit – nicht als zuverlässig anzusehen. Tatsächlich ergibt eine Rückrechnung mit dem bekannten Datum der Thronbesteigung des Königs Anawrahta (1044), dass Pyinbya wohl zwischen 874 und 906 regiert haben wird. Zudem stellen ihn die birmanischen Quellen aus jener Zeit als 33. König einer im 2. Jahrhundert gegründeten Dynastie dar, dagegen gehen Historiker heute davon aus, dass er einer der ersten Könige von Oberbirma war, das seinerzeit von den Pyu beherrscht wurde.

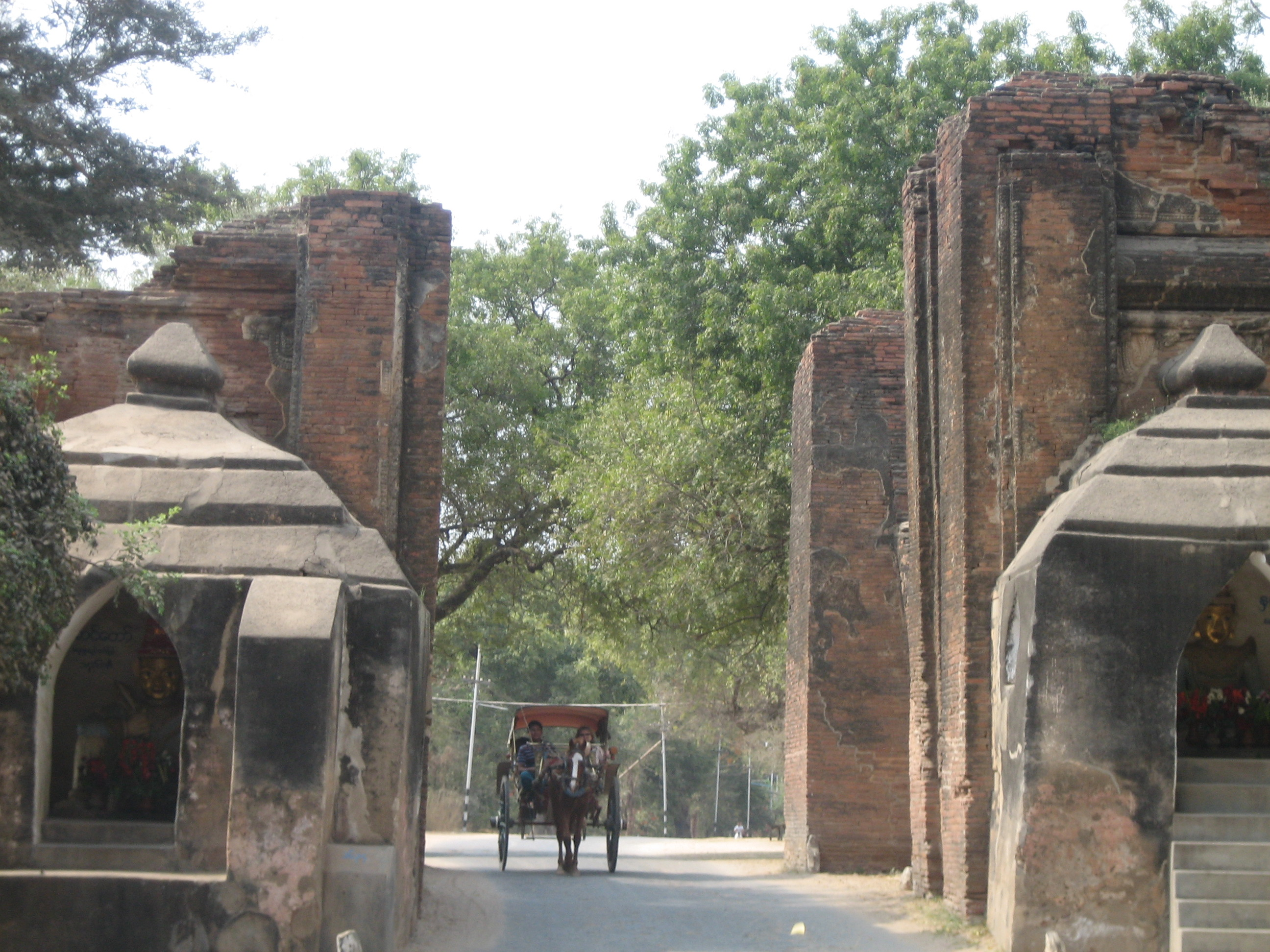
Das Tharabha-Tor, einziges Überbleibsel der alten Stadtmauer von Bagan

## Gründung von Bagan
Gemäß der birmanischen Chroniken bestieg Pyinbya 846 den Thron und gründete die Stadt Bagan im dritten Jahr seiner Regentschaft. Das Datum der Gründung Bagans wird mit 211 des Birmanischen Kalenders angegeben, also am 23. Dezember 849. Wenn man Anawrahtas Thronbesteigung nimmt und die Jahre der Regierungen vor ihm abzieht, kommt man auf 877 als Gründungsjahr von Bagan.
Die Gründung von Bagan markiert die erste birmanische Siedlung im Tal des Irawaddy, nachdem das Königreich Nanchao rund 40 Jahre vorher das Tal verwüstet hatte. Anschließend waren die Pyu stark geschwächt und Krieger aus Nanchao blieben mit ihren Familien im Tal. Bagan wurde als befestigte Siedlung errichtet an einem strategisch wichtigen Punkt nahe einem gut bewässerten Reisanbaugebiet.
Der Sohn von Pyinbya, Tannet, folgte ihm auf den Thron.